# 杨村乡 (怀化市)
杨村乡，是中华人民共和国湖南省怀化市鹤城区下辖的一个乡镇级行政单位。

## 行政区划
杨村乡下辖以下地区：
长泥坡村、禾塘村、杨村、桥梁村、铺天垄村、水垄村和趴坡村。